# Са Че Хьок
Са Че Хьок  (кор. 사재혁, 29 січня 1985) — південнокорейський важкоатлет, олімпійський чемпіон.

## Виступи на Олімпіадах
| Олімпіада   | Дисципліна        | Місце |
| ----------- | ----------------- | ----- |
| Пекін 2008  | середня категорія | 1     |
| Лондон 2012 | середня категорія | —     |